# Nivaria (Hispania)
Nivaria era un asentamiento de los vacceos en la península ibérica dentro de la Tarraconense. En el siglo III aparece relacionada como mansio en el Itinerario de Antonino XXIV encabezado con el título de itinere ab Emerita Cesaragustam,  entre las plazas de Septimanca y Cauca. Se identifica con la actual Matapozuelos. Se sabe de la existencia de la oppida vaccea gracias a la información de los historiadores Plinio y Ptolomeo; más tarde en época romana aparece mencionada como mansión y con el rango jerárquico especial de civitate junto con Intercatia, Amallobriga, Pintia, Septimanca y Tela.

## Restos arqueológicos
En Matapozuelos y en el castro que existe en un espigón en la confluencia de los ríos Eresma y Adaja, han aparecido restos de la segunda Edad del Hierro y de época romana, por lo que se cree que éste puede ser uno de los posibles emplazamientos de la ciudad prerromana vaccea- de Nivaria, aunque por ahora no hay suficientes pruebas que lo corroboren.